# Bernd Hall
Bernd (Bernhard) Hall (* vor 1961) ist ein österreichischer Schauspieler.
Bernhard Hall begann seine Bühnenlaufbahn als Theaterschauspieler in der Spielzeit 1959/60 am Theater Biel-Solothurn in der Sparte „Schauspiel“. In der Spielzeit 1961/62 war er am Stadttheater Chur engagiert.
Mit Beginn der Spielzeit 1964/65 wurde Bernhard Hall festes Ensemblemitglied am Volkstheater Wien, dem er ohne Unterbrechung mehr als 30 Jahre angehörte.
Dort spielte er u. a. den Alfred in Geschichten aus dem Wiener Wald (mit Helmut Qualtinger als Zauberkönig, Regie: Gustav Manker), Mackie Messer in Die Dreigroschenoper (mit Dolores Schmidinger als Polly), Oberleutnant Karinski in Freiwild, den Aufseher Sun Yang in Der gute Mensch von Sezuan, Mortimer in  Maria Stuart, den Bettler Azur in Der Verschwender und Gregor in Zug der Schatten von Arthur Schnitzler (Regie: Gustav Manker).
In der Spielzeit 1970/71 spielte er neben Regine Felden und Maria Urban in August Strindbergs Fräulein Julie in der Veranstaltungsreihe „Volkstheater in den Bezirken“. Im Juli und August 1971 gastierte er mit dem Ensemble des Wiener Volkstheaters bei den Bregenzer Festspielen mit Aufführungen im Theater am Kornmarkt. Im Sommer 1980 gastierte er bei den Stockerauer Festspielen. 1983 spielte er, gemeinsam mit Ulli Maier, Hilde Sochor und Senta Wengraf, am Landestheater Linz in dem Lustspiel Der Geburtstag von Ladislaus Bush-Fekete. In der Spielzeit 1986/87 war er am Stadttheater Baden engagiert.
Mitte der 80er Jahre bis Anfang der 90er Jahre gastierte er regelmäßig beim „Laxenburger Kultursommer“, bei den Stockerauer Festspielen und bei den Perchtoldsdorfer Sommerspielen. Bei den Schlossspielen Kobersdorf im Burgenland trat er im Ensemble mit Karl Merkatz, Krista Stadler und Albert Rueprecht auf.
Hall war ab den 1960er Jahren als Nebendarsteller in einigen deutschen und österreichischen Film- und Fernsehproduktionen zu sehen.
Als seinen ersten Filmauftritt führt die Filmdatenbank IMDb die Fernsehverfilmung des Theaterstücks Der Bockerer aus dem Jahr 1963, eine Fernsehproduktion des ORF unter der Regie von Michael Kehlmann, in der Hall gemeinsam mit Fritz Muliar und Heinz Trixner zu sehen war. In dem vom ZDF produzierten Fernsehfilm Karriere spielte er 1964 unter der Regie von Walter Davy die Rolle des Eric Peters. 1973 spielte er beim Österreichischen Rundfunk außerdem in Tatort-Folge Frauenmord an der Seite und unter der Regie von Fritz Eckhardt die Rolle des Herrn Weiss von der Versicherung.
In der US-amerikanischen Miniserie Holocaust – Die Geschichte der Familie Weiss spielte er 1978 in der zweiten Folge der TV-Serie die Rolle des SS-Aufsehers, der die Arbeiten im Steinbruch des KZ Buchenwald beaufsichtigt und Arbeiter maßregelt.
1982 wirkte er beim Österreichischen Rundfunk als Felix in dem Hörspiel Amigo, ich singe im Herzen von Alberto Manzi mit.

## Filmografie
- 1963: Der Bockerer (Fernsehfilm)
- 1964: Karriere (Fernsehfilm)
- 1972: Nasrin oder Die Kunst zu träumen (Fernsehfilm)
- 1973: Hallo – Hotel Sacher … Portier! – Damen und Sachertorten (Fernsehserie)
- 1973: Tatort – Frauenmord (Fernsehreihe)
- 1978: Holocaust – Die Geschichte der Familie Weiss (Holocaust)
- 1990: Schwarz Rot Gold – Wiener Blut